# 盖伊·张伯伦
柏林·盖伊·“冠军”·张伯伦（英語：Berlin Guy "Champ" Chamberlin，1894年1月16日—1967年4月4日）是一名美國职业美式橄榄球球员和教练。他于1962年入选大学橄榄球名人堂，1965年入选职业美式足球名人堂，1969年入选NFL1920年代最佳阵容。
张伯伦出生于内布拉斯加州的布卢斯普林斯。1911年至1912年，张伯伦在内布拉斯加卫斯理大学担任该校橄榄球队的半卫。1913年，他转学到内布拉斯加大学担任半卫和端锋。之后的两个赛季，内布拉斯加大学剥玉米人橄榄球队取得不败战绩，并连续两年赢得了密苏里山谷联盟的冠军。他在1915年入选大学橄榄球全美最佳球员第一阵容，并在1936年被评为内布拉斯加大学橄榄球历史上最伟大的球员。
他曾作为职业橄榄球运动员分别在坎顿/克利夫兰牛头犬、迪凯特/芝加哥斯塔利、克利夫兰牛头犬、弗兰克福黄夹克、芝加哥红雀等球队效力了9个赛季，并在其中6个赛季赢得了最终的冠军。他在NFL担任主教练的六年中取得了58胜16负7平的战绩，是NFL历史上至少取得50场胜利的教练中最高胜率纪录保持者（胜率.759），他也是唯一一位在三支不同俱乐部赢得NFL冠军的主教练。

## 大学生涯

### 内布拉斯加卫斯理大学
张伯伦于1894年出生于内布拉斯加州的布卢斯普林斯。他与五个兄弟姐妹一起在布卢斯普林斯的一个家庭农场长大。1911年，他从布卢斯普林斯高中毕业，并在当年秋天进入位于林肯的内布拉斯加卫斯理大学就读。1911年，内布拉斯加卫斯理大学橄榄球队以不败战绩荣获内布拉斯加校际体育协会冠军，张伯伦也因此被《奥马哈世界先驱报》评为全州最佳半卫。张伯伦还在内布拉斯加卫斯理大学棒球队担任投手和外野手，同时还是该校短跑和举重运动员。
1912年秋季学期，张伯伦重返内布拉斯加卫斯理大学橄榄球队，并再次当选全州最佳球员。《奥马哈世界先驱报》在宣布其入选全州最佳阵容时写道：“张伯伦几乎是独一无二的。他跑球时很少采用直臂格挡，但很多时候别人几乎不可能阻止他。”

### 内布拉斯加大学
1913年秋季，张伯伦转学至位于林肯的内布拉斯加大学，并成为了兄弟会的一员。1914年，他在埃瓦尔德·施蒂姆所执教的内布拉斯加大学剥玉米人橄榄球队效力并担任半卫，球队取得赛季不败的优异成绩，并获得密苏里山谷联盟冠军。赛季末，张伯伦当选《Outing》杂志所组织评选的“1914年由全国最佳教练评选出的橄榄球明星”。
1915年，张伯伦改打端锋，球队再次迎来不败赛季，并成功卫冕密苏里山谷联盟冠军。在代表内布拉斯加大学剥玉米人橄榄球队出战的最后一场比赛中，张伯伦达阵4次，包括一次60码的跑球达阵，球队也以52-7大胜爱荷华大学鹰眼美式足球队。他在赛季末入选全美最佳阵容。1916年，张伯伦从内布拉斯加大学毕业。

### 毕业后

#### 多恩学院
从内布拉斯加大学毕业后，张伯伦回到了家庭农场。1916年8月，他受聘担任位于内布拉斯加克里特 (內布拉斯加州)的多恩学院体育主管兼橄榄球教练。1917年，他回到父亲位于布卢斯普林斯的家庭农场工作。

#### 入伍
1918年5月至1919年10月，张伯伦入伍参军，军衔为少尉，并先后驻扎在位于肯塔基州路易斯维尔的扎卡里·泰勒营、位于俄克拉荷马州劳顿的锡尔堡和位于加利福尼亚州圣迭戈县的卡尔尼营。

## 职业生涯

### 坎顿牛头犬
1919年，张伯伦加入了吉姆·索普治下的坎顿牛头犬并担纲端锋，球队在1919年以9胜0负1平的战绩获得了非正式的冠军。

### 迪凯特斯塔利/芝加哥斯塔利
1920年8月，NFL的前身美国职业橄榄球联盟（简称APFA）成立。张伯伦加入了乔治·哈拉斯执教的迪凯特斯塔利，球队以10胜1负2平位列第二名的成绩完赛。1920赛季末，张伯伦入选了赛季最佳阵容。
1921年夏天，张伯伦在斯塔利棒球队担任中外野手，同时随橄榄球队一同前往了芝加哥。1921赛季，芝加哥斯塔利以9胜1负1平的战绩夺得了APFA的冠军。1921年12月3日，在主场13,000名观众面前，芝加哥斯塔利在被称为“冠军赛”的比赛中击败了当时排名第一的布法罗全美。张伯伦在比赛中完成了一次90码的抄截回攻达阵，助力球队获得胜利。
乔治·哈拉斯在1957年写道：“张伯伦是我见过的最好的二刀流端锋。他在防守中是一名出色的擒抱手，同时也是进攻端的万花筒。”

### 坎顿牛头犬/克利夫兰牛头犬

#### 1922赛季
1922年，张伯伦加入坎顿牛头犬，同时担任球员、主教练、队长、少数股东等多重身份。他在休赛期签下了前斯塔利的队友护锋泰山·泰勒和曾在张伯伦的母校内布拉斯加大学效力、并一度荣膺全美最佳球员的擒抱手林克·莱曼。
1922赛季，张伯伦率领牛头犬以10胜0负2平的不败战绩夺得NFL冠军。球队在12场比赛中9次零封对手，总共只让对手得到15分。张伯伦以7次达阵领跑全队，其中包括两次抄截回攻达阵。张伯伦在第一场比赛中出任半卫，并在其余的比赛中担任端锋。据报道，张伯伦“打满了所有比赛的每一分钟”。
三名在1922赛季效力于牛头犬队的球员（张伯伦、林克·莱曼和皮特·亨利）后来入选了職業美式足球名人堂。

#### 1923赛季
次年，张伯伦以球员兼教练的身份重返牛头犬队。1923赛季，牛头犬以11胜0负1平的战绩再次夺得冠军，12场比赛8次零封，总比分达到246比19。赛季结束后，张伯伦被《科利尔之眼》选入全美第一阵容。

#### 1924赛季
1924年8月，克利夫兰珠宝商塞缪尔·多伊奇收购了坎顿牛头犬，并将球队迁往了克利夫兰。张伯伦继续出任球队球员兼教练，率领球队取得了7胜1负的成绩，连续第三次夺得NFL冠军。1924赛季结束后，张伯伦再次入选《科利尔之眼》评选的全美第一阵容。
在为牛头犬效力的三个赛季中，张伯伦三次率队获得总冠军，总战绩为28胜1负4平，总比分659-94。曾在1924赛季效力于牛头犬的戴夫·诺布尔对张伯伦这样评价：“他比任何一名教练都要了解橄榄球。此外，他还有一种让球员能够发挥出最大潜能的能力。”

### 法兰克福黄夹克

#### 1925赛季
1925年，张伯伦以球员兼教练的身份加入了费城的法兰克福黄夹克。球队在前10场比赛中取得了9胜1负的成绩，但张伯伦在与阿克伦职业的比赛中肩部骨折。之后的8场比赛中，黄夹克输掉了6场。张伯伦在最后两场比赛中复出，球队取得全胜。1925赛季，张伯伦带领黄夹克取得了15胜7负的总战绩，其中面对NFL对手的战绩为13胜7负。

#### 1926赛季
1926年，张伯伦回到费城，并以32岁的高龄（他是当时队内年龄最大的球员）参加了全部17场比赛。他最终率领黄夹克以14胜1负2平的战绩夺得了当赛季的NFL总冠军，其中10场零封，总比分236-49。
1926赛季结束后，张伯伦以不明原因离开了球队。体育历史学家鲍勃·卡罗尔指出：“张伯伦离队有两种说法，一说他和他想要的球员‘要价太高’，另一种说法则称张伯伦的离队是法兰克福组织内部权力斗争的结果。”
在法兰克福黄夹克两个赛季的时间里，张伯伦率队夺得费城历史上第一座NFL冠军，并在与NFL对手的交锋中取得27胜8负2平的战绩。

### 芝加哥红雀
1927年8月，张伯伦与芝加哥红雀完成签约，出任球队的球员兼教练。除了本·琼斯之外，1927赛季的芝加哥红雀队缺乏明星球员，33岁的张伯伦也仅仅首发了一场比赛。球队最终战绩为3胜7负1平，名列第九。

## 奖项与荣誉
张伯伦在担任主教练的六个赛季中取得了58胜16负7平的战绩，在NFL所有取得50场胜利以上的教练中，张伯伦的胜率（75.9%）最高。张伯伦在北美四大体育联盟中分别率领不同的三支球队夺冠，这一成就直到1997年才随着斯科蒂·鲍曼率队夺得斯坦利杯而复现。
张伯伦凭借其作为橄榄球运动员及教练员的成就荣获众多奖项与荣誉，包括：
- 1936年，张伯伦被评为“内布拉斯加大学历史上最伟大的橄榄球运动员”。[3]
- 1951年，张伯伦入选内布拉斯加体育名人堂。[37]
- 1962年，张伯伦入选美国大学橄榄球名人堂（英语：College Football Hall of Fame）。[38]得知自己获奖后，张伯伦表示他愿与1914年和1915年同在内布拉斯加大学剥玉米人橄榄球队（英语：Nebraska Cornhuskers football）效力的队友分享这一荣誉，同时特别向当年的明星进攻锋线球员迪克·卢瑟福德（英语：Red Rutherford）表达了敬意。[39]
- 同样在1962年，内布拉斯加州立感化院的一座新棒球场落成，并根据感化院的囚犯投票命名为“盖伊·张伯伦球场”。张伯伦曾在这里担任了七年半的警卫。在落成仪式上，州长弗兰克·莫里森（英语：Frank B. Morrison）赞扬了张伯伦对囚犯的“奉献精神”。.[40]
- 1965年，张伯伦作为第三期入选者进入了职业美式足球名人堂。[41]他的名人堂半身像与入选证书被陈列在内布拉斯加大学林肯分校的兄弟会展柜中。[2]
- 从1967年开始，内布拉斯加大学开始颁发“盖伊·张伯伦杯”，以表彰“具有内布拉斯加大学体育精神与奉献精神”的球员。[42]
- 1969年，盖伊·张伯伦入选NFL1920年代最佳阵容（英语：NFL 1920s All-Decade Team）。[43]
- 1971年，盖伊·张伯伦入选内布拉斯加橄榄球名人堂。[44]
- 2014年，一座盖伊·张伯伦的纪念碑在布卢斯普林斯（英语：Blue Springs, Nebraska）南方小学落成。[2]
- 2017年，盖伊·张伯伦的球衣被内布拉斯加大学退役，他的名字也被添加到林肯纪念体育场的北立面。[45]

## 家庭和晚年
张伯伦有过两次婚姻。1919年，他与露希尔·丽思（Lucile B. Lees）结婚，并在1923年生下一女。1941年，与第一任妻子离婚后，张伯伦迎娶了伯尼丝·格特鲁德·威克斯（Bernyce Gertrude Weekes）。
退役后，张伯伦先是在克利夫兰做了几年推销员。1932年，他回到布卢斯普林斯，帮助父亲经营农场。1948年，他搬到内布拉斯加州的内布拉斯加城，开设并经营了一家福特-弗格森农业设备经销店。1954或1955年，张伯伦卖掉了经销店，在内布拉斯加州林肯的一家感化院担任警卫，并在1962年退休。
张伯伦于1967年在林肯去世，享年73岁。根据张伯伦的要求，他的遗体被火化，骨灰被撒在他的家乡内布拉斯加州布卢斯普林斯，或安放在内布拉斯加大学林肯分校内。

## 执教纪录
| 赛季                     | 球队                     | 常规赛战绩 | 常规赛战绩 | 常规赛战绩 | 常规赛战绩 | 常规赛战绩 | 季后赛战绩 | 季后赛战绩 | 季后赛战绩 | 季后赛战绩 |
| 赛季                     | 球队                     | 胜         | 负         | 平         | 胜率%      | 最终排名   | 胜         | 负         | 胜率%      | 最终战绩   |
| ------------------------ | ------------------------ | ---------- | ---------- | ---------- | ---------- | ---------- | ---------- | ---------- | ---------- | ---------- |
| 1922赛季                 | 坎顿牛头犬               | 10         | 0          | 2          | 1.000      | 第1名      | —          | —          | —          | NFL冠军    |
| 1923赛季                 | 坎顿牛头犬               | 11         | 0          | 1          | 1.000      | 第1名      | —          | —          | —          | NFL冠军    |
| 坎顿牛头犬时期总战绩     | 坎顿牛头犬时期总战绩     | 21         | 0          | 3          | 1.000      | –          | –          | –          | –          |            |
| 1924赛季                 | 克利夫兰牛头犬           | 7          | 1          | 1          | .833       | 第1名      | —          | —          | —          | NFL冠军    |
| 克利夫兰牛头犬时期总战绩 | 克利夫兰牛头犬时期总战绩 | 7          | 1          | 1          | .875       | –          | –          | –          | –          |            |
| 1925赛季                 | 法兰克福黄夹克           | 13         | 7          | 0          | .650       | 第6名      | —          | —          | —          | —          |
| 1926赛季                 | 法兰克福黄夹克           | 14         | 1          | 2          | .882       | 第1名      | —          | —          | —          | NFL冠军    |
| 法兰克福黄夹克时期总战绩 | 法兰克福黄夹克时期总战绩 | 27         | 8          | 2          | .757       | –          | –          | –          | –          |            |
| 1927赛季                 | 芝加哥红雀               | 3          | 7          | 1          | .318       | 第9名      | —          | —          | —          | —          |
| 芝加哥红雀时期总战绩     | 芝加哥红雀时期总战绩     | 3          | 7          | 1          | .318       | –          | –          | –          | –          |            |
| 总战绩                   | 总战绩                   | 58         | 16         | 7          | .759       | —          | —          | —          | —          |            |